# Apodopsyllus chilensis
Apodopsyllus chilensis is een eenoogkreeftjessoort uit de familie van de Paramesochridae. De wetenschappelijke naam van de soort is voor het eerst geldig gepubliceerd in 1987 door Mielke.